# Гонсалес, Хулио (скульптор)

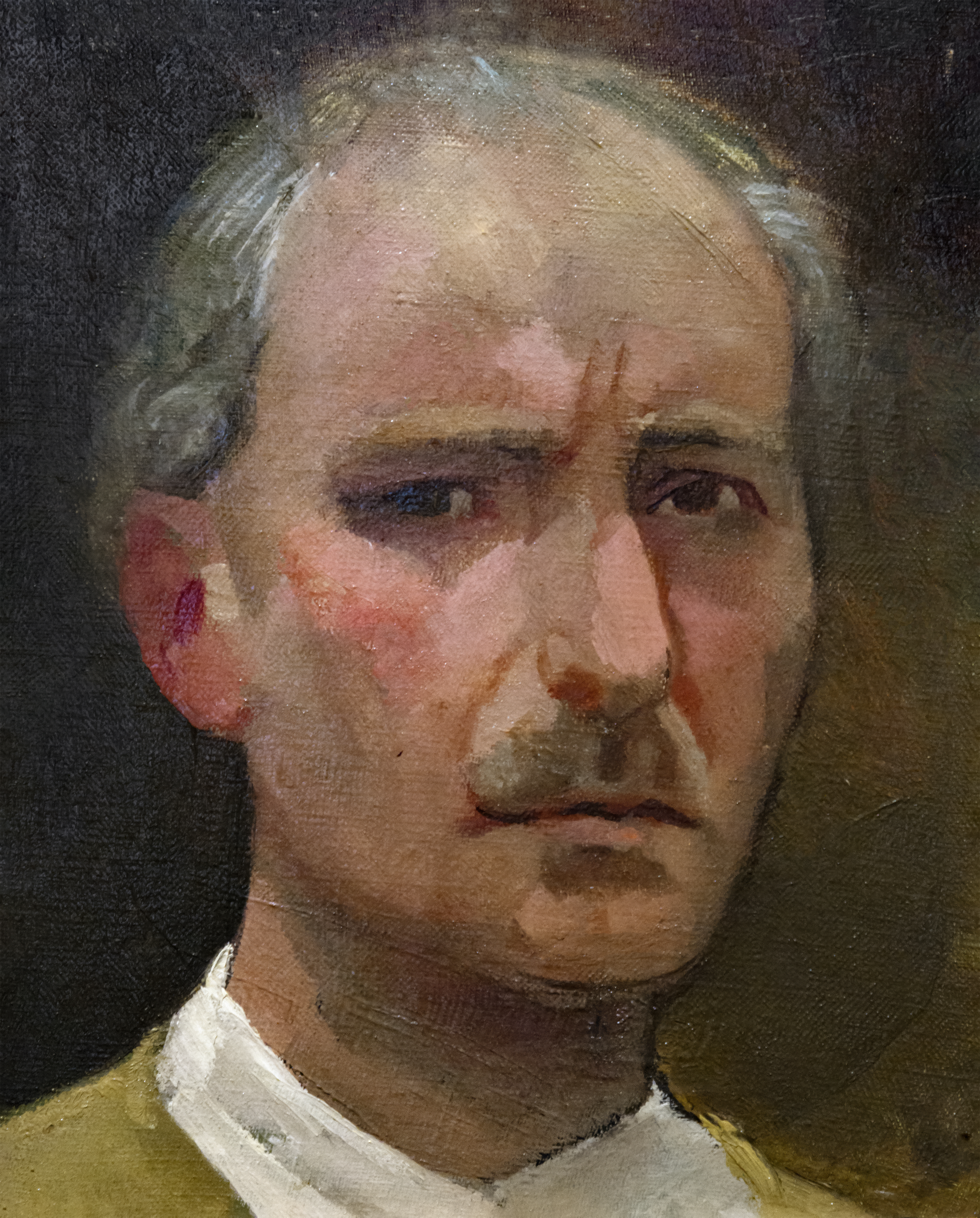
Автопортрет, 1920

Ху́лио Гонса́лес (исп. Julio Luis Jésus González Pellicer, 21 сентября 1876, Барселона — 27 марта 1942, Аркёй, департамент Валь-де-Марн) — испанский скульптор и художник, близкий к кубизму, абстракционизму и сюрреализму.

## Биография и творчество
Один из сыновей известного барселонского ювелира Конкордио Гонсалеса, его мать была сестрой каталонского художника. Вместе с братом Хуаном работал в мастерской отца, после его смерти в 1896 братья унаследовали отцовское дело. Их ювелирные изделия получали испанские и международные премии. С 1897 вместе с братом стал посещать барселонское кафе «Четыре кота», где бывали Пикассо, Пабло Гаргальо и др. художники. Хулио приехал в Париж в 1900, вошёл в интернациональный авангардистский круг тогдашних обитателей Монпарнаса (Хуан Грис, Макс Жакоб и др.). После 1902 больше никогда не возвращался на родину. Был особенно близок с Пикассо, они часто работали вместе.
Впервые выставил шесть работ на выставке 1907 в Салоне независимых, в 1909 — в Осеннем салоне. Первая персональная выставка состоялась в 1922 в Париже. Участвовал в коллективной выставке кубистов в Нью-Йорке (1936), коллективной выставке дада и сюрреалистов там же (1937).
Ретроспективные выставки Гонсалеса прошли в Музее современного искусства в Париже (1952), музее Стиделийк в Амстердаме, Королевском музее изящных искусств в Брюсселе, бернском Кунстхалле и Музее современного искусства в Нью-Йорке (все — 1955).

## Влияние
Повлиял на творчество Эдуардо Чильиды, Дэвида Смита.